# Giro d’Italia 2021/10. Etappe
Die 10. Etappe des Giro d’Italia 2021 führte am 17. Mai 2021 über 139 Kilometer von L’Aquila nach Foligno.
Sieger im Sprint des Hauptfelds wurde Peter Sagan (Bora-hansgrohe) vor Fernando Gaviria (UAE Team Emirates) und Davide Cimolai (Israel Start-Up Nation). Egan Bernal (Ineos Grenadiers) verteidigte die Maglia Rosa des Gesamtführenden. Sagan übernahm die Führung in der Punktewertung.
Vom Start weg bildete sich eine fünfköpfige Ausreißergruppe, aus der heraus Samuele Rivi (Eolo-Kometa) den ersten Zwischensprint gewann. Kurz darauf verschärfte im Feld Sagans Mannschaft Bora-hansgrohe in hügeligem Gelände das Tempo, was dazu führte, dass zahlreiche Fahrer, wie die Sprinter Dylan Groenewegen (Jumbo-Visma), der bis dahin in der Punktewertung führende Tim Merlier (Alpecin-Fenix) sowie Giacomo Nizzolo (Qhubeka Assos) den Anschluss verloren und die Ausreißer, zwischenzeitlich ausgestoppt von einer Zugdurchfahrt an einem beschrankten Bahnübergang, 42 Kilometer vor dem Ziel eingeholt wurden. Um Nizzolo zu distanzieren, beteiligte sich auch Cimolais Team Israel Start-Up Nation an der Tempoarbeit. Am zweiten Zwischensprint nahm der Gesamtzweite Remco Evenepoel als Wertungszweiter Bernal, der Dritter wurde eine Bonifikationssekunde ab, während Bernals Teamkollege Jhonatan Narváez den Sprint gewann.

## Ergebnis
| \| Etappenergebnis \| Etappenergebnis \| Etappenergebnis \| Etappenergebnis \| Etappenergebnis \| \| Fahrer \| Fahrer \| Land \| Team \| Zeit \| \| --------------- \| ----------------- \| --------------- \| ---------------------- \| --------------- \| \| 1. \| Peter Sagan \| Slowakei \| Bora-Hansgrohe \| 3 h 10 min 56 s \| \| 2. \| Fernando Gaviria \| Kolumbien \| UAE Team Emirates \| + 0 s \| \| 3. \| Davide Cimolai \| Italien \| Israel Start-Up Nation \| + 0 s \| \| 4. \| Stefano Oldani \| Italien \| Lotto-Soudal \| + 0 s \| \| 5. \| Gianni Vermeersch \| Belgien \| Alpecin-Fenix \| + 0 s \| \| 6. \| Dries De Bondt \| Belgien \| Alpecin-Fenix \| + 0 s \| \| 7. \| Andrea Vendrame \| Italien \| AG2R Citroën Team \| + 0 s \| \| 8. \| Vincenzo Albanese \| Italien \| Eolo-Kometa \| + 0 s \| \| 9. \| Elia Viviani \| Italien \| Cofidis \| + 0 s \| \| 10. \| Sebastián Molano \| Kolumbien \| UAE Team Emirates \| + 0 s \| |                   |           |                        |                 |
| |                   |           |                        |                 |
| Quelle: ProCyclingStats |                   |           |                        |                 |
| Etappenergebnis |                   |           |                        |                 |
| Fahrer | Fahrer            | Land      | Team                   | Zeit            |
| 1. | Peter Sagan       | Slowakei  | Bora-Hansgrohe         | 3 h 10 min 56 s |
| 2. | Fernando Gaviria  | Kolumbien | UAE Team Emirates      | + 0 s           |
| 3. | Davide Cimolai    | Italien   | Israel Start-Up Nation | + 0 s           |
| 4. | Stefano Oldani    | Italien   | Lotto-Soudal           | + 0 s           |
| 5. | Gianni Vermeersch | Belgien   | Alpecin-Fenix          | + 0 s           |
| 6. | Dries De Bondt    | Belgien   | Alpecin-Fenix          | + 0 s           |
| 7. | Andrea Vendrame   | Italien   | AG2R Citroën Team      | + 0 s           |
| 8. | Vincenzo Albanese | Italien   | Eolo-Kometa            | + 0 s           |
| 9. | Elia Viviani      | Italien   | Cofidis                | + 0 s           |
| 10. | Sebastián Molano  | Kolumbien | UAE Team Emirates      | + 0 s           |

## Gesamtstände
| \| Gesamtwertung \| Gesamtwertung \| Gesamtwertung \| Gesamtwertung \| Gesamtwertung \| \| Fahrer \| Fahrer \| Land \| Team \| Zeit \| \| ------------- \| ----------------- \| ---------------------- \| ---------------------- \| ---------------- \| \| 1. \| Egan Bernal \| Kolumbien \| Ineos Grenadiers \| 38 h 30 min 17 s \| \| 2. \| Remco Evenepoel \| Belgien \| Deceuninck-Quick Step \| + 14 s \| \| 3. \| Alexander Wlassow \| Russland \| Astana-Premier Tech \| + 22 s \| \| 4. \| Giulio Ciccone \| Italien \| Trek-Segafredo \| + 37 s \| \| 5. \| Attila Valter \| Ungarn \| Groupama-FDJ \| + 44 s \| \| 6. \| Hugh Carthy \| Vereinigtes Königreich \| EF Education-Nippo \| + 45 s \| \| 7. \| Damiano Caruso \| Italien \| Bahrain Victorious \| + 46 s \| \| 8. \| Daniel Martin \| Irland \| Israel Start-Up Nation \| + 52 s \| \| 9. \| Simon Yates \| Vereinigtes Königreich \| BikeExchange \| + 56 s \| \| 10. \| Davide Formolo \| Italien \| UAE Team Emirates \| + 1 min 02 s \| |                   |                        |                        |                  |
| |                   |                        |                        |                  |
| Quelle: ProCyclingStats |                   |                        |                        |                  |
| Gesamtwertung |                   |                        |                        |                  |
| Fahrer | Fahrer            | Land                   | Team                   | Zeit             |
| 1. | Egan Bernal       | Kolumbien              | Ineos Grenadiers       | 38 h 30 min 17 s |
| 2. | Remco Evenepoel   | Belgien                | Deceuninck-Quick Step  | + 14 s           |
| 3. | Alexander Wlassow | Russland               | Astana-Premier Tech    | + 22 s           |
| 4. | Giulio Ciccone    | Italien                | Trek-Segafredo         | + 37 s           |
| 5. | Attila Valter     | Ungarn                 | Groupama-FDJ           | + 44 s           |
| 6. | Hugh Carthy       | Vereinigtes Königreich | EF Education-Nippo     | + 45 s           |
| 7. | Damiano Caruso    | Italien                | Bahrain Victorious     | + 46 s           |
| 8. | Daniel Martin     | Irland                 | Israel Start-Up Nation | + 52 s           |
| 9. | Simon Yates       | Vereinigtes Königreich | BikeExchange           | + 56 s           |
| 10. | Davide Formolo    | Italien                | UAE Team Emirates      | + 1 min 02 s     |

| Punktewertung | Punktewertung     | Punktewertung | Punktewertung               | Punktewertung |
| Fahrer        | Fahrer            | Land          | Team                        | Punkte        |
| ------------- | ----------------- | ------------- | --------------------------- | ------------- |
| 1.            | Peter Sagan       | Slowakei      | Bora-Hansgrohe              | 108 P.        |
| 2.            | Fernando Gaviria  | Kolumbien     | UAE Team Emirates           | 91 P.         |
| 3.            | Davide Cimolai    | Italien       | Israel Start-Up Nation      | 91 P.         |
| 4.            | Tim Merlier       | Belgien       | Alpecin-Fenix               | 83 P.         |
| 5.            | Elia Viviani      | Italien       | Cofidis                     | 79 P.         |
| 6.            | Giacomo Nizzolo   | Italien       | Qhubeka Assos               | 76 P.         |
| 7.            | Matteo Moschetti  | Italien       | Trek-Segafredo              | 42 P.         |
| 8.            | Filippo Tagliani  | Italien       | Androni Giocattoli-Sidermec | 39 P.         |
| 9.            | Filippo Fiorelli  | Italien       | Bardiani CSF Faizanè        | 39 P.         |
| 10.           | Dylan Groenewegen | Niederlande   | Jumbo-Visma                 | 36 P.         |

| Bergwertung | Bergwertung       | Bergwertung | Bergwertung                        | Bergwertung |
| Fahrer      | Fahrer            | Land        | Team                               | Punkte      |
| ----------- | ----------------- | ----------- | ---------------------------------- | ----------- |
| 1.          | Geoffrey Bouchard | Frankreich  | AG2R Citroën Team                  | 51 P.       |
| 2.          | Egan Bernal       | Kolumbien   | Ineos Grenadiers                   | 48 P.       |
| 3.          | Gino Mäder        | Schweiz     | Bahrain Victorious                 | 44 P.       |
| 4.          | Bauke Mollema     | Niederlande | Trek-Segafredo                     | 23 P.       |
| 5.          | Giulio Ciccone    | Italien     | Trek-Segafredo                     | 20 P.       |
| 6.          | Kobe Goossens     | Belgien     | Lotto-Soudal                       | 18 P.       |
| 7.          | Francesco Gavazzi | Italien     | Eolo-Kometa                        | 17 P.       |
| 8.          | Vincenzo Albanese | Italien     | Eolo-Kometa                        | 16 P.       |
| 9.          | Rein Taaramäe     | Estland     | Intermarché-Wanty-Gobert Matériaux | 13 P.       |
| 10.         | Remco Evenepoel   | Belgien     | Deceuninck-Quick Step              | 13 P.       |

| Nachwuchswertung | Nachwuchswertung       | Nachwuchswertung | Nachwuchswertung      | Nachwuchswertung |
| Fahrer           | Fahrer                 | Land             | Team                  | Zeit             |
| ---------------- | ---------------------- | ---------------- | --------------------- | ---------------- |
| 1.               | Egan Bernal            | Kolumbien        | Ineos Grenadiers      | 38 h 30 min 17 s |
| 2.               | Remco Evenepoel        | Belgien          | Deceuninck-Quick Step | + 14 s           |
| 3.               | Alexander Wlassow      | Russland         | Astana-Premier Tech   | + 22 s           |
| 4.               | Attila Valter          | Ungarn           | Groupama-FDJ          | + 44 s           |
| 5.               | Daniel Felipe Martínez | Kolumbien        | Ineos Grenadiers      | + 1 min 13 s     |
| 6.               | Tobias Foss            | Norwegen         | Jumbo-Visma           | + 2 min 23 s     |
| 7.               | Jai Hindley            | Australien       | Team DSM              | + 4 min 28 s     |
| 8.               | João Almeida           | Portugal         | Deceuninck-Quick Step | + 4 min 56 s     |
| 9.               | Harold Tejada          | Kolumbien        | Astana-Premier Tech   | + 7 min 35 s     |
| 10.              | Lorenzo Fortunato      | Italien          | Eolo-Kometa           | + 8 min 28 s     |

| Mannschaftswertung | Mannschaftswertung    | Mannschaftswertung     | Mannschaftswertung |
| Team               | Team                  | Land                   | Zeit               |
| ------------------ | --------------------- | ---------------------- | ------------------ |
| 1.                 | Ineos Grenadiers      | Vereinigtes Königreich | 115 h 34 min 02 s  |
| 2.                 | Team BikeExchange     | Australien             | + 3 min 26 s       |
| 3.                 | Trek-Segafredo        | Vereinigte Staaten     | + 5 min 47 s       |
| 4.                 | Bahrain Victorious    | Bahrain                | + 6 min 49 s       |
| 5.                 | Deceuninck-Quick Step | Belgien                | + 7 min 44 s       |
| 6.                 | EF Education-Nippo    | Vereinigte Staaten     | + 10 min 49 s      |
| 7.                 | Team DSM              | Deutschland            | + 11 min 05 s      |
| 8.                 | Movistar Team         | Spanien                | + 14 min 07 s      |
| 9.                 | Jumbo-Visma           | Niederlande            | + 20 min 07 s      |
| 10.                | Astana-Premier Tech   | Kasachstan             | + 26 min 40 s      |